# Península de Hel
A península de Hel (em polonês/polaco:  Mierzeja Helska ou Półwysep Helski, em alemão:  Halbinsel Hela ou Putziger Nehrung) é uma península formada por um grande banco de areia de 35 km de comprimento situada no extremo norte da Polónia, e rodeada pelo Mar Báltico a norte e Baía de Puck a sul. Administrativamente faz parte da gmina de Puck, na Voivodia da Pomerânia.  

## Geografia

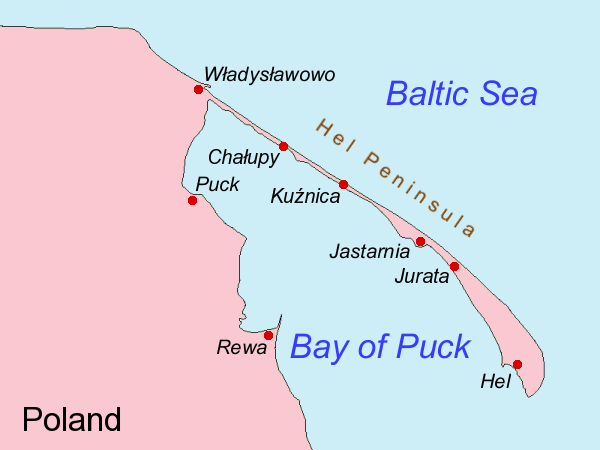
Mapa da região da península de Hel e baía de Puck

A península tem uma largura variável: de 300 metros de máximo a 100 metros de mínimo. A península é constituída por um banco de areia, e é possível que as tempestades de inverno no Báltico inundem as zonas baixas (formando transitórios "ilhéus"). De facto, até ao século XVII existiam esses ilhéus, de modo que só no verão formavam uma cadeia de terra contínua. No seu extremo está a vila balnear de Hel, muito popular. Outras localidades são Jurata, Jastarnia, Kuźnica, Chałupy e Władysławowo.

## História
A península fez parte do Reino da Polónia desde a Idade Média mas depois passou para o Reino da Prússia desde 1772 e depois para o Império Alemão a partir de 1871. Em 1919 a península ficou incluída dentro da reconstituída República Polaca e aí começou a ganhar importância estratégica e militar, merecendo uma guarnição de até 3000 soldados. 
Quando a Alemanha nazi invadiu a Polónia em setembro de 1939, a guarnição polaca dinamitou parte da península tornando-a numa ilha, antes de se renderem após 32 dias de combates. Sob domínio do Terceiro Reich, a península foi dotada de fortificações e foi construída uma pesada bateria de três canhões. Com a campanha soviética na Pomerânia e Prússia Oriental de fevereiro-abril de 1945, milhares de soldados e civis alemães se refugiaram na península enquanto as forças soviéticas avançavam por terra firme, até que os alemães capitularam em 14 de maio do mesmo ano.
De novo sob domínio polaco, a península foi fortificada até à década de 1950, com canhões adicionais. Após 1989, muitas das fortificações e peças de artilharia antiga tornaram-se atrações turísticas, embora algumas zonas continuem a ser propriedade das forças armadas da Polónia.